# Videojoc de tir
Els videojocs de tir o videojocs de trets (coneguts en anglès com shooters) són tots els videojocs (com també els gèneres que els inclouen) que els personatges jugables tenen armes de foc i les poden utilitzar lliurement.

## Característiques dels videojocs de tir

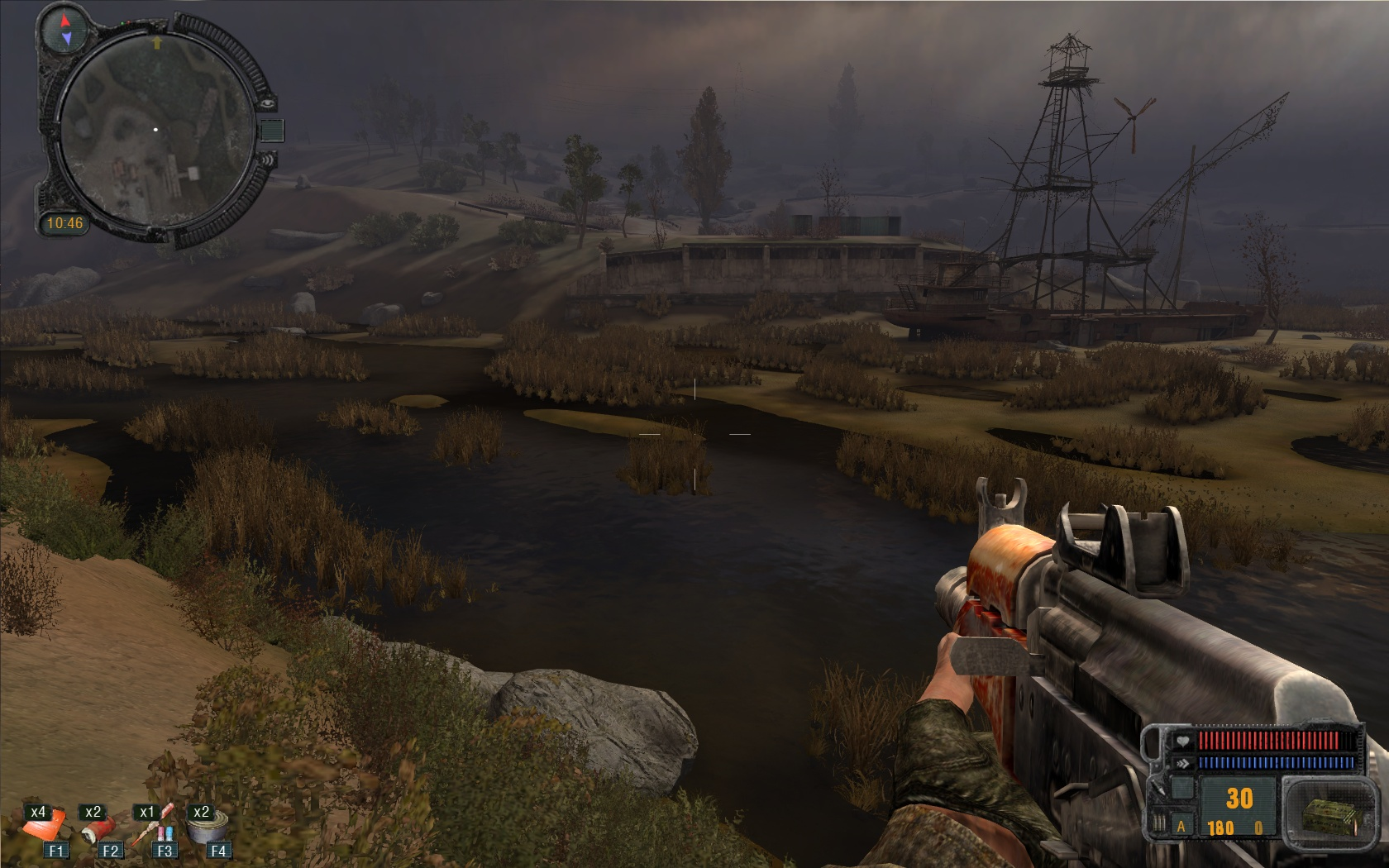
Vista de demostració en primera persona de S.T.A.L.K.E.R Call of Pripyat, exemple del gènere

Hi ha diverses maneres per determinar si es tracta d'un videojoc de tir; les característiques més importants estan llistades més avall. Amb les característiques de més avall, és possible poder categoritzar gairebé tots els videojocs de tir.

### Perspectiva
El jugador veu normalment els fets i esdeveniments des de darrere dels ulls del personatge (els d'acció en primera persona) o la vista o càmera està darrere el personatge mostrant-lo per darrere, normalment uns metres darrere d'ell (els d'acció en tercera persona). També és possible, que durant el videojoc, la càmera vagi canviant de posició.

### Realisme
Els videojocs que simulen el realisme en la balística i en els danys del personatge són anomenats videojocs d'acció tàctica. Aquests utilitzen una física de l'espai més acurat que en altres videojocs.

### Nombre de personatges
Molts videojocs de tir, el personatge actua sol contra l'enemic, però hi ha altres videojocs que permeten controlar un esquadró de soldats a partir d'ordres, però normalment es controla un de sol directament i, per tant, els altres personatges compleixen les ordres manades gràcies a la intel·ligència artificial. En els videojocs de tir que el combat és cooperatiu, és a dir, en forma d'esquadró, però només es controla a un dels personatges sense tenir poder sobre els altres, no es consideren videojocs d'esquadrons.

### Multijugador
Si un videojoc de tir està disponible un mode per jugar-hi en línia, pot tenir diverses variants en els modes de jugabilitat. Si la partida que es juga tracta d'eliminar els enemics i és tots contra tots (el terme tradicional en anglès és Deathmatch), aquesta n'és una. Si la partida és de capturar una bandera o aconseguir un objectiu en concret i hi ha enemics, això és una altra possibilitat. Vet aquí, que segons el tipus de jugabilitat es pot determinar de quin gènere es tracta.

### Argument
És una manera opcional per categoritzar-los, i ens ajuda a distingir de quin gènere són. Un videojoc pot tenir elements de joc sobre la infiltració, però en canvi, no hi ha acció. També hi ha altres videojocs que passa el mateix amb els elements de terror o de por.

## Subgèneres

### Shoot 'em up omatamarcians

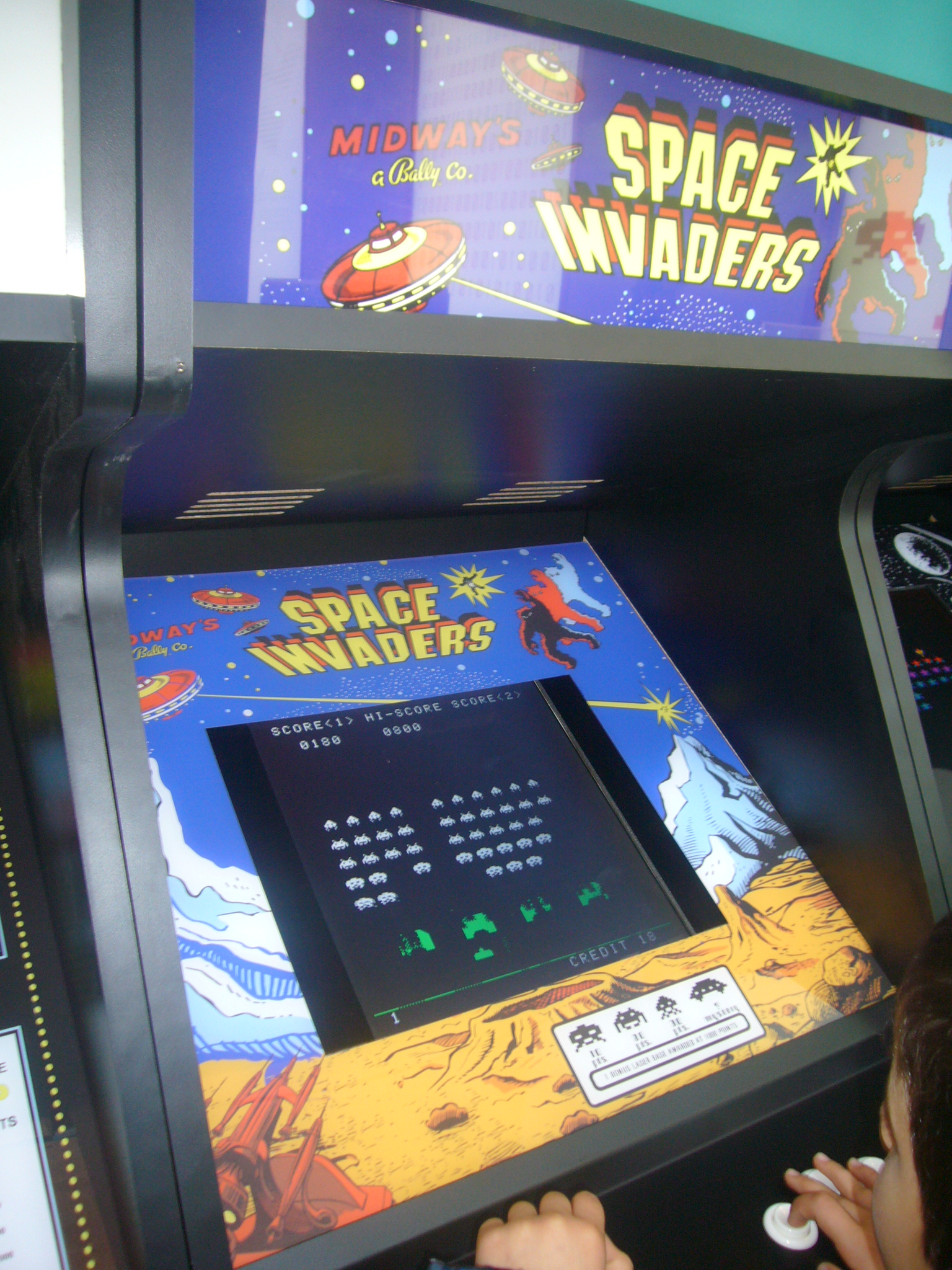
Space Invaders (1978), un joc arcade de tir d'estil shoot 'em up

Els videojocs shoot 'em ups són un subgènere molt específic dels videojocs de tir, el jugador té un moviment limitat a la pantalla; si té uns gràfics en dos dimensions, que un exemple seria Ikaruga, el jugador té una nau espacial i es pot moure per la pantalla en les direccions d'endavant, enrere, esquerra i dreta i normalment els projectils que llança els ho fa endavant. Però hi ha de diversos tipus: els videojocs de tir matamarcians que només es mouen horizontalment, els que es mouen per un tub i els multidireccionals.

### Tir en rail
El terme videojoc de tir en rail (rail shooter tradicionalment) descriu els videojocs on els jugadors no poden controlar els seus moviments, però es mouen fixes en una mena de 'rail'. La jugabilitat és limitada, però pot tenir una perspectiva en primera o tercera persona. Alguns videojocs que s'utilitzen per jugar amb una pistola magnètica són videojocs de tir en rail, on el jugador ha de disparar als objectius, però no es pot moure d'on està posicionat. De vegades, en alguns videojocs de diferent gènere i durant algunes missions poden tenir semblances amb un videojoc de tir en rail.
En alguns videojocs de tir en tres dimensions, com el Space Harrier, el jugador viatja dins d'un "tub", amb un avió en 2D perpendicular als moviments del jugador.

### VideojocsRun-and-gun
Un videojoc de tir run-and-gun es mostra la combinació d'un videojoc de plataformes i d'un de tir del tipus scrolling, aquest tipus de videojoc permet al jugador córrer dins d'un avió mentre dispara a enemics en diferents direccions, com en els jocs de Contra i Metal Slug.

### Shooting gallery
Són videojocs que l'objectiu principal és eliminar amb armes de foc els enemics que van apareixent, però aquests enemics també volen danyar la vida virtual del jugador. Sovint s'utilitzen pistoles magnètiques per jugar (per guanyar en realisme), tot i que també es pot fer amb un simple comandament de videojoc. Aquests videojocs utilitzen una perspectiva en primera persona.
Els videojocs que utilitzen pistoles magnètiques actualment són de videojocs en 3D (com el Time Crisis o la saga House of the Dead), els quals han tingut molt bona tirada comercial, com també els primers videojocs amb aquestes pistoles (com el NAM-1975) que avui en dia hi ha molts seguidors.
Exemples de shooting galleries: Blood Bros., Cabal, Laser Invasion, NAM-1975, Operation Wolf.

### Videojocs amb pistoles magnètiques
Els videojocs amb pistoles magnètiques són videojocs que per aconseguir els objectius fan falta aquests dispositius electrònics, que estan connectats als ordinadors, videoconsoles o màquines recreatives que contenen el videojoc. Les primeres pistoles magnètiques van aparèixer a la dècada de 1930, després de la creació del tub de raigs catòdics. Però no es va començar a utilitzar aquesta tecnologia fins que no van aparèixer els videojocs de tir en màquines recreatives (mecàniques), començant amb el Seeburg Ray-O-Lite el 1936. Aquestes primerenques pistoles magnètiques utilitzaven petites targetes (normalment de moviment) que dins del tub de llum veia el raig magnètic de llum i ho identificava: el jugador usava una arma (normalment un rifle) i quan disparava en algun punt i aquest l'interceptava amb un sensor de llum, el jugador aconseguia l'objectiu. La primera pistola magnètica es va usar en un ordinador MIT Whirlwind. Com en els videojocs de tir en rail, el moviment és limitat, i només hi ha la possibilitat de disparar, aquests són sovint videojocs amb pistoles magnètiques.
Importants videojocs d'aquesta categoria es poden incloure el Virtua Cop, les sagues Time Crisis i la de House of the Dead, com també el Duck Hunt per la NES.

### Acció en primera persona

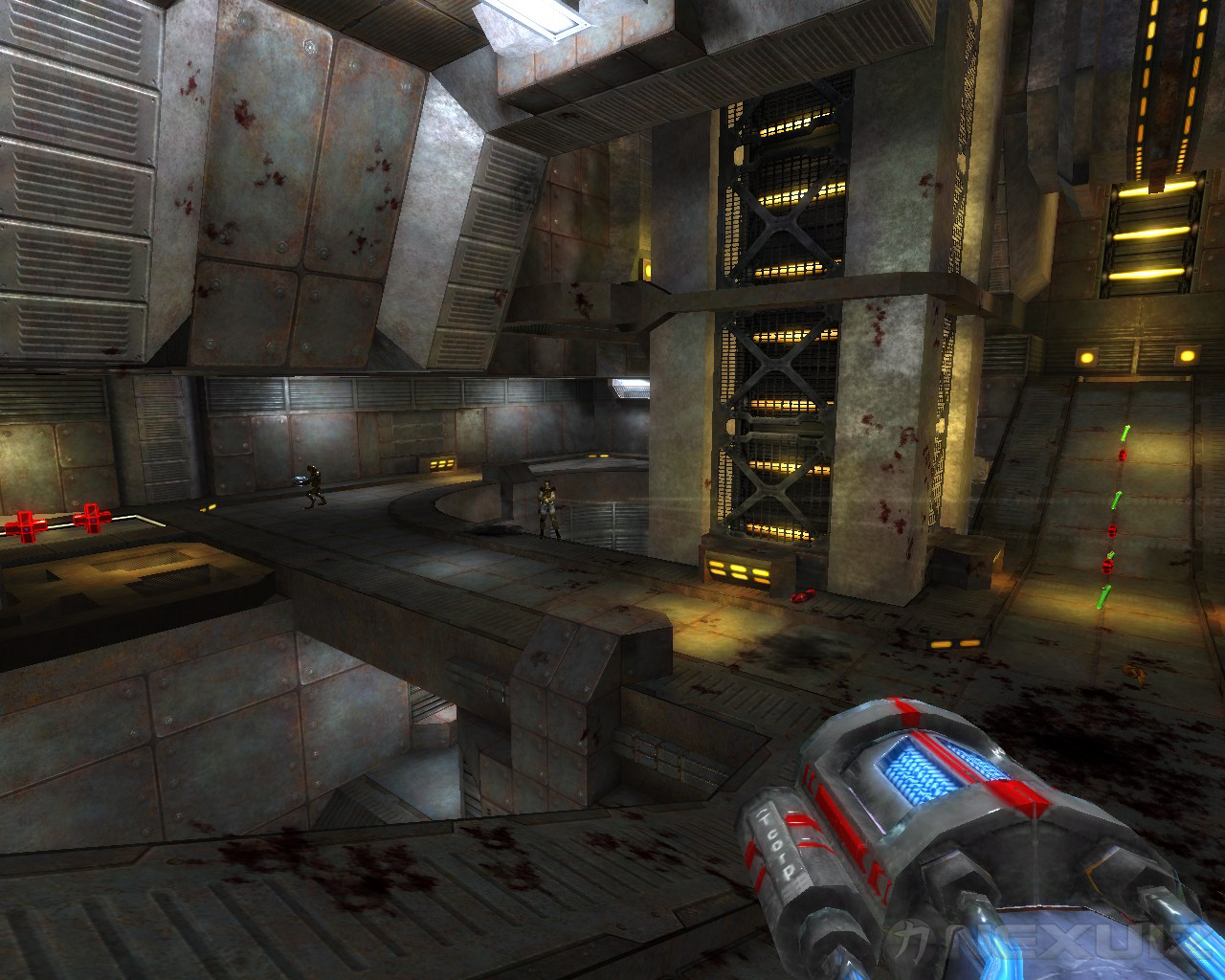
Captura de Nexuiz, un joc de tir en primera persona

Els videojocs d'acció en primera persona estan caracteritzats per una perspectiva de joc en primera persona que simula el punt de vista en la pell del personatge. Alguns dels videojocs més importants del gènere es poden incloure: el Doom, Quake, Half-Life, GoldenEye 007, la saga Battlefield, Gunmetal, la saga Halo, Metroid Prime Hunters i Pencil Whipped.

### Acció en tercera persona
Els d'acció en tercera persona estan definits per una vista de càmera en tercera persona. Importats videojocs del gènere es poden incloure el Jet Force Gemini de l'empresa Rare, la saga Resident Evil i Gears of War.

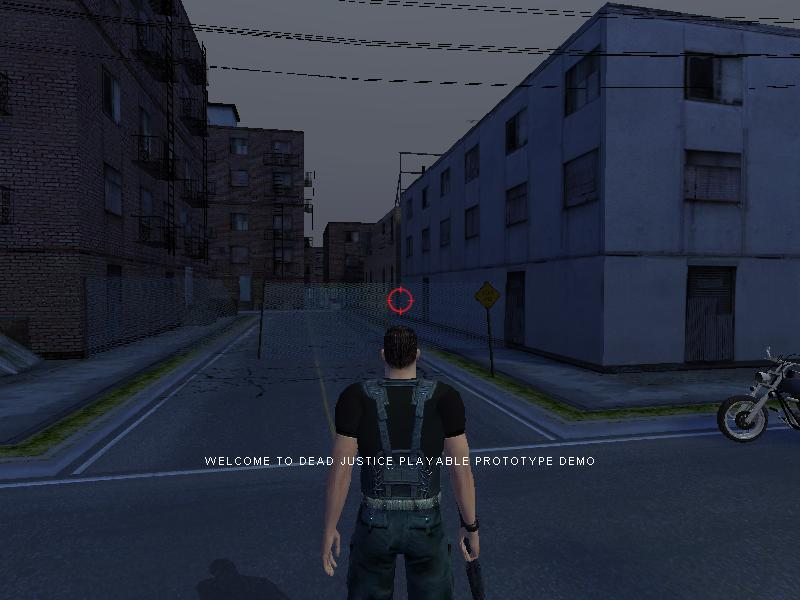
Dead Justice, Joc d'acció en tercera persona

### Videojocs de tir híbrids
Són videojocs de tir que estan combinats amb gèneres de videojocs de gran importància, amb barreges de rol i estratègia.

### Videojoc de tir amb vista superior
Aquest tipus de videojoc de tir són tots els jocs d'acció en què la vista és de planta (cara a terra de l'escenari a uns metres d'alçada).